# Coral Gables
Coral Gables város az USA Florida államában, Miami-Dade megyében. Lakosainak száma 49 248 fő (2020. április 1.).

## Népesség
A település népességének változása:
| Lakosok száma | 46 780 | 49 631 | 49 248 |
|               | 2010   | 2013   | 2020   |